# Monticello (Iowa)
Monticello é uma cidade localizada no estado americano de Iowa, no Condado de Jones.

## Demografia
Segundo o censo americano de 2000, a sua população era de 3607 habitantes.
Em 2006, foi estimada uma população de 3728, um aumento de 121 (3.4%).

## Geografia
De acordo com o United States Census Bureau tem uma área de
9,6 km², dos quais 9,5 km² cobertos por terra e 0,1 km² cobertos por água. Monticello localiza-se a aproximadamente 313 m acima do nível do mar.

## Localidades na vizinhança
O diagrama seguinte representa as localidades num raio de 20 km ao redor de Monticello.